# Sericolea gracilis
Sericolea gracilis är en tvåhjärtbladig växtart som beskrevs av Schlechter. Sericolea gracilis ingår i släktet Sericolea och familjen Elaeocarpaceae. Inga underarter finns listade i Catalogue of Life.